# مگس‌پران چشم
مَگَس‌پَران چشم یا مگسَک به انگلیسی (Eye Floaters) گونه‌ای سایه‌های مزاحم در دید چشمان برخی افراد می‌باشد گاهی آنهارا به صورت رشته‌ای می‌بینند. شخص مبتلا به مگس‌پران، ذرات کوچک غبارمانندی را جلوی چشمانش می‌بیند که بالا و پایین می‌روند و با وجود پلک‌زدن‌ها همچنان مانند یک سایه کوچک در جلوی چشم‌ها قرار دارند. اگر در تاریکی احساس دیدن جرقه کنید منظور از جرقه که همه جا گفته می‌شود پدیده انتوپتیک زمینه آبی نیست. اگر تعداد مگس پران‌ها به شدت افزایش پیدا کند به‌علاوه دیدن یک پرده مات که مداوم جلو دیده شما باشد باید بدانید که مشکل می‌تواند از شبکیه باشد ولی باز هم هیچ چیز قطعی نیست و باید به دکتر مراجعه کنید. شاید اگر هیچ وقت عکس و کلمه مگس پران را سرچ نکرده بودید هرگز به این موضوع دچار نمی‌شدید.
اکثراً این پدیده در سنین بالا رخ می‌دهد اما اگر جوان یا نوجوان هستید. قبل از این که به شایعات توجه کنید یک معاینه مختصر انجام بدید و ذهن خود را آرام کنید زیرا بعد شش تا یک ماه مغز شما این مگس پران‌ها رو نادیده می‌گیرد. پس بهتر است هر روز جلو پنجره نروید و هر روز چیز جدیدی در خود کشف نکنید زیرا بیشتر توجه کردن این بیماری را به‌طور گسترده‌ای افزایش می‌دهد.
با عینک دودی نیز می‌توانید آنها را نادیده بگیرید اما اگر نزدیک‌بینی دارید بهتر است از عینک‌های مخصوص دودی استفاده کنید. در طب سنتی نگاه به رنگ سبز می‌توان به بهبود این مشکل کمک کرد. مگس پران زیر نور آبی دیده نمی‌شود. سعی کنید خود را سرگرم کنید به صورتی که اگر شما مشغول فوتبال بازی کردن باشید متوجه آنها نمی‌شوید. امید این است که یک روز درمان خاصی برای این مشکل به ارمغان بیاید.

## شیوع و علل
مگس‌پران در حقیقت سایه کدورت‌های موجود در مایع زجاجیه است که روی شبکیه می‌افتد و به صورت یک سایه تیره دیده می‌شود. چسبندگی و ضخیم شدن رشته‌های زجاجیه، جمع شدن یاخته‌های التهابی در زجاجیه یا خون‌ریزی در درون چشم می‌تواند از عامل‌های ایجاد مگس‌پران باشد.
مگس‌پران در افراد بالای ۶۰ سال، افراد نزدیک‌بین، افراد با پیشینه جراحی چشمی (به‌ویژه جراحی آب مروارید) و افرادی که سابقه التهاب داخل چشمی (یوئیت) دارند بیشتر دیده می‌شود.
مگس‌پران عارضه بسیار شایعی است و با گذشت سن شیوع آن افزایش می‌یابد به‌طوری‌که بیش از ۷۰–۶۰٪ افراد بالای ۶۰ سال مگس‌پران را تجربه کرده‌اند.
رشته‌های موجود در زجاجیه در بچه‌ها و افراد جوان معمولاً بسیار ظریف است و دیده نمی‌شود اما با بالا رفتن سن این رشته‌ها ضخیم‌تر می‌شوند و در بعضی جاها به هم می‌چسبند و باعث ایجاد کدورت می‌شوند که سایه این کدورت بر روی شبکیه به صورت مگس‌پران احساس می‌شود. به علاوه در بسیاری از افراد مسن بخشی از رشته‌های محیطی زجاجیه که به شبکیه متصل بوده و از جای خود کنده می‌شود و به داخل بخش‌های مرکزی زجاجیه می‌افتد. این حالت که آن را (جداشدگی خلفی زجاجیه) می‌نامند شایعترین علت ایجاد مگس‌پران است. گاهی هم وجود التهاب داخل چشمی (یووئیت) سبب تجمع سلول‌های التهابی در زجاجیه می‌شود که باعث ایجاد مگس‌پران می‌شود. یک علت دیگر مگس‌پران وجود خون‌ریزی در داخل زجاجیه است؛ مثلاً در افراد مبتلا به دیابت ممکن است خون‌ریزی خفیف چشمی ابتدا به صورت یک مگس‌پران دیده شود.

## درمان
مگس پران معمولاً علت خطرناکی ندارد و نیازی به درمان نیست. در اکثر موارد پس از چند هفته تا چند ماه، مگس پران به تدریج کوچک می‌شود و فرد نیز عادت می‌کند که آن را نادیده بگیرد.
اما در مواردی که مگس پران با سوراخ یا پارگی پرده شبکیه همراه باشد، ممکن است نیاز به اقدامات درمانی مثل لیزر یا عمل جراحی برای جلوگیری از پارگی پرده شبکیه وجود داشته باشد.
همان‌طور که گفته شد مگس پران قدیمی که سال‌ها وجود داشته و تغییر خاصی پیدا نکرده است، معمولاً بی‌خطر است، اما در موارد زیر لازم است حتماً به چشم‌پزشک مراجعه کنید:
- مگس‌پرانی که جدیداً ایجاد شده است (حتی اگر پس از چند هفته خود به خود برطرف شده باشد)
- مگس‌پران قدیمی که جدیداً بزرگ‌تر شده، یا تغییر دیگری پیدا کرده است.
- مگس‌پران همراه با جرقه (حتی اگر پس از چند روز جرقه خود به خود برطرف شده باشد)
- مگس‌پران همراه با کم شدن یا تاری دید یا احساس وجود پرده در جلوی چشم (این علامت، بسیار مهم است و ممکن است ناشی از کنده شدن بخشی از شبکیه باشد که به درمان فوری نیاز دارد).

در صورتی‌که علت مگس پران در فرد آستیگمات، جداشدگی رشته‌های خلفی متصله باشد، این پدیده انعطاف‌پذیری کره چشم یا در اصل همان زجاجیه را جهت انطباق دید بیشتر می‌کند و به همین دلیل نشانه مثبتی جهت روند بهبود آستیگماتیسم فرد است.
در مواجهه با مگس پران دو کار می‌توان کرد؛ یکی اینکه آنها را نادیده گرفت و دیگری اینکه در موارد شدید و مختل‌کننده بینایی از جراحی استفاده کرد. جراحی که برای این مقصود انجام می‌شود، «ویترکتومی» نام دارد که در آن جراح این ژل را همراه خرده ریزهای درون آن از پشت چشم برمی‌دارد. این جراحی مؤثر است، اما خطراتی هم دارد، ازجمله افزایش احتمال دچار شدن به کاتاراکت یا آب مروارید (کدر شدن عدسی) و جدا شدن شبکیه. پزشکان معمولاً به عنوان آخرین شیوه در مواردی که مگس پران دید را به شدت مختل کرده باشد، به این جراحی متوسل می‌شوند.
درمان مگس پران با لیزر
یک روش درمانی دیگر که برای مگس پران مطرح بوده، عمل جراحی با لیزر YAG است که به آن “ویترئولیز YAG”می‌گویند. در این روش تابش لیزر با ایجاد گرما باعث بخار شدن خرده ریزهای ایجاد کننده مگس پران می‌شود. این عمل جراحی بحث‌برانگیز بوده است، به این علت که برخی پزشکان از اوایل دهه ۱۹۹۰ میلادی بدون اینکه شواهد محکمی دربارهٔ ایمنی و تاثیربخش بودن آن وجود داشته باشد، آن را عرضه کردند.
نتایج یک تحقیق جدید در دانشگاه هاروارد نشان داد ویترئولیز YAG نیاز به بررسی بیشتری دارد. پژوهشگران در این تحقیق ۵۲ نفر را که دچار مگس پران از نوع «حلقه ویس» بودند، به‌طور اتفاقی به دو گروه تقسیم کردند؛ یک گروه تحت عمل جراحی ویترئولیز YAG قرار گرفتند و گروه دیگر درمان لیزری دروغین دریافت کردند. ۶ ماه بعد، ۵۳ درصد از بیماران در گروه YAG بهبودی قابل توجه یا کامل گزارش کردند، در حالی که در گروه درمان دروغین هیچ بهبودی گزارش نشد.
این بررسی جدید از این لحاظ مهم است که برای نخستین بار به صورت کارآزمایی کنترل شده تصادفی شده انجام شده که استاندارد طلایی برای آزمایش تأثیر بخشی درمان‌های جدید است. این نتایج همچنین از این لحاظ ارزشمند است که درمان لیزری باعث هیچ پارگی یا آسیب شبکیه در بیماران در طول دوره ۶ ماه پیگیری نشده بود. پژوهشگران می‌گویند نتایج این تحقیق امیدوارکننده است، اما برای نتیجه‌گیری قاطع در این مورد بررسی‌های بیشتری مورد نیاز است.
به گفته منتقدان، این بررسی فقط شامل افراد یک نوع مگس پران (حلقه ویس) بوده بنابراین تاثیربخشی این شیوه درمانی روی انواع شایع‌تر مگس پران هنوز باید تعیین شود.
پژوهشگران دانشگاه هاروارد معتقدند تا زمانی که شواهد محکم‌تری دربارهٔ تاثیربخشی و بی‌عارضه بودن درمان مگس پران با لیزر YAG – در حال حاضر چند کارآزمایی بالینی در این مورد در حال انجام است-، وجود ندارد، بهترین انتخاب نادیده گرفتن مگس پران‌ها و صرفاً مراقبت از لحاظ ظهور ناگهانی مگس پران‌های جدید است که در این صورت باید به پزشکتان اطلاع دهید. از طرف دیگر، اگر مجموع رشته‌ها، قطعه‌ها و سایر خرده ریزهای ایجادکننده مگس پران واقعاً بینایی‌تان را مختل می‌کنند و مانع انجام فعالیت‌های روزانه یا کارتان می‌شوند، باید با مشورت با پزشکتان سودمندی‌های جراحی و خطرات احتمالی آن را سبک و سنگین کنید و تصمیم بگیرید.